# Ikast Håndbold
Ikast Håndbold ist eine dänische Frauen-Handballmannschaft aus Ikast, die in der dänischen HTH Ligaen spielt.

## Geschichte
Am 20. Juni 1970 fusionierten die drei Ikaster Vereine Ikast FS Håndboldafdeling, Ikast DUI  und  Ikast Skytte Gymnastik Forening. Der neue Verein nannte sich Ikast-Bording Elite Håndbold.
Nach Jahren in eher unterklassigen Ligen erfolgte 1991 der Einzug ins professionelle Handballgeschäft: Ikast stieg in die dänische Grundserie auf und gewann – noch als Zweitligist – den dänischen Pokal. Schon bald gehörte das Team zur Spitzengruppe der Liga: 1994 wurde man erstmals Dritter der Meisterschaft, im darauffolgenden Jahr stieß die Mannschaft bis ins Halbfinale des City-Cups vor. 1998 folgte der Höhepunkt der Vereinsgeschichte: Ikast gewann die dänische Meisterschaft, den europäischen City-Cup sowie die Vereins-EM.
Es folgten seitdem drei zweite und zwei dritte Plätze in der Meisterschaft; trotzdem wurde Ikast national zunehmend von anderen Clubs wie Slagelse DT und Viborg HK überflügelt.
Diese Vereine warben Ikast Spielerinnen wie Henriette Mikkelsen ab; bisher gelang es dem Verein aber, seinen Topstar Gro Hammerseng-Edin zu halten. International dagegen setzte die Mannschaft mit Siegen im EHF-Pokal 2002 und im Europapokal der Pokalsieger 2004 aber weiterhin Ausrufezeichen. 2007 stand das Team erneut im Finale des EHF-Pokals.
2008 änderte der Verein seinen Namen in Ikast-Brande Elite Håndbold. Im November 2008 fusionierte Ikast-Brande Elite Håndbold mit dem FC Midtjylland. Anschließend trat die Damenmannschaft als FC Midtjylland Håndbold an. Im Jahr 2011 errang der FCM den EHF-Pokal und die dänische Meisterschaft.
Ab der Saison 2018/19 trat der Verein unter den Namen Herning-Ikast Håndbold an. Im Sommer 2022 benannte sich der Verein in Ikast Håndbold um.

## Maskottchen
Maskottchen der Mannschaft ist die Plüsch-Figur Lupus, ein Wolf, der auf der Internetpräsenz von FC Midtjylland Håndbold zusammen mit der Mannschaft vorgestellt wird.

## Spielerinnen

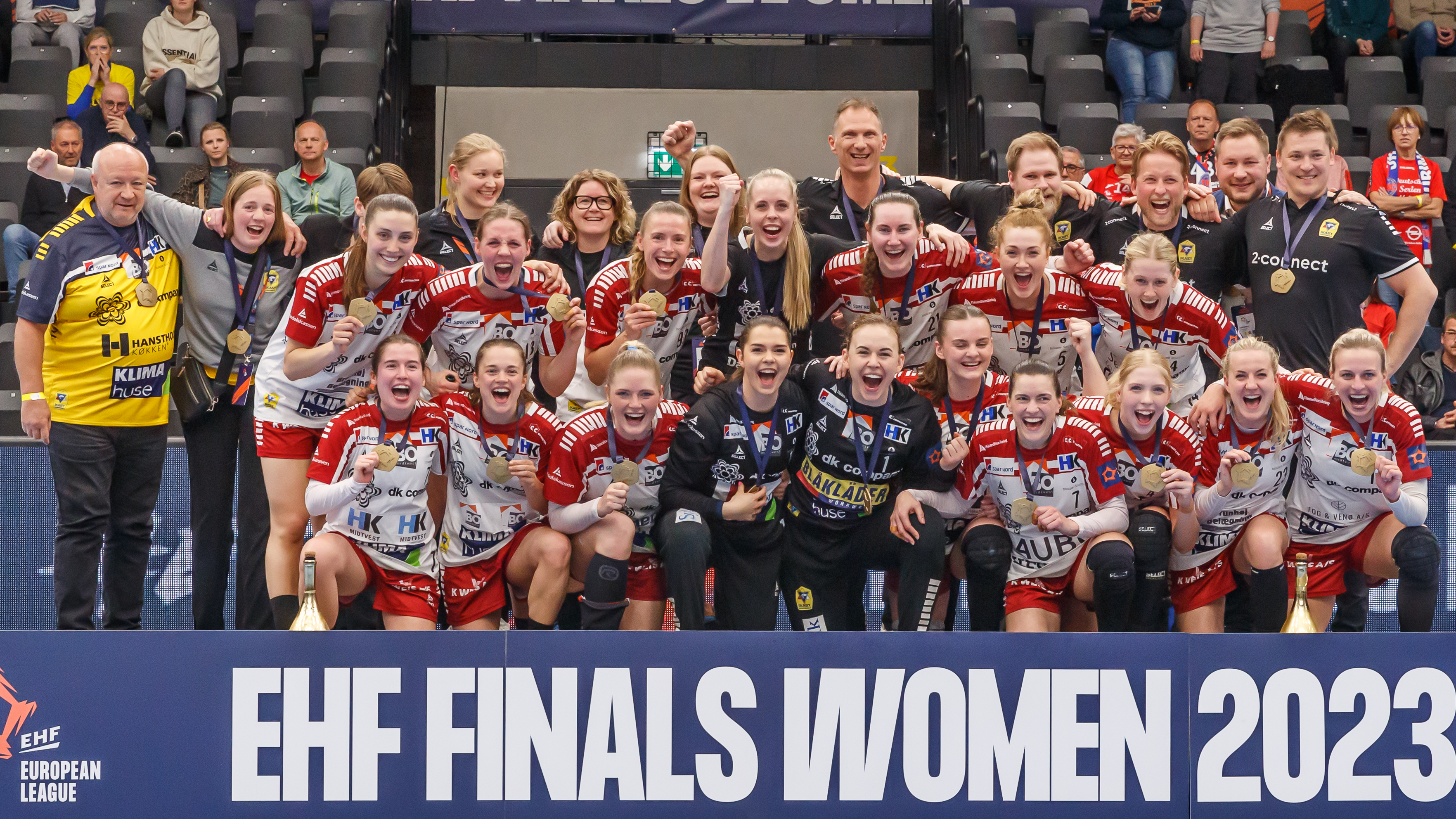
Kader der Saison 2022/23

### Kader 2024/25
| Nr. | Nationalität | Name                 | Position |
| --- | ------------ | -------------------- | -------- |
| 12  | Schwedin     | Filippa Idéhn        | TW       |
| 16  | Norwegerin   | Olivia Lykke Nygaard | TW       |
| 89  | Norwegerin   | Emily Stang Sando    | TW       |
| 2   | Dänin        | Matilde Nielsen      | LA       |
| 4   | Dänin        | Julie Scaglione      | RL       |
| 6   | Dänin        | Cecilie Brandt       | RA       |
| 7   | Norwegerin   | Stine Skogrand       | RR       |
| 8   | Schwedin     | Jamina Roberts       | RL       |
| 9   | Schwedin     | Olivia Mellegård     | LA       |
| 10  | Dänin        | Sofia Stenholt       | RL       |
| 11  | Dänin        | Sarah Iversen        | KM       |
| 14  | Schwedin     | Emma Lindqvist       | RM       |
| 17  | Dänin        | Simone Petersen      | RM       |
| 18  | Dänin        | Maria Lykkegaard     | KM       |
| 19  | Dänin        | Amanda Loft          | KM       |
| 20  | Norwegerin   | Ane Cecilie Høgseth  | KM       |
| 21  | Norwegerin   | Ingvild Bakkerud     | RL       |
| 22  | Dänin        | Lærke Nolsøe         | LA       |
| 51  | Tschechin    | Markéta Jeřábková    | RM       |
| 77  | Dänin        | Line Mai Hougaard    | RA       |

### Bekannte ehemalige Spielerinnen
- Ragnhild Aamodt
- Anja Andersen
- Kristine Andersen
- Isabel Blanco
- Karen Brødsgaard
- Louise Burgaard
- Åsa Eriksson
- Line Fruensgaard
- Kjersti Grini
- Gro Hammerseng-Edin
- Sara Hansen
- Kari-Anne Henriksen
- Line Jørgensen
- Grit Jurack
- Tonje Kjærgaard
- Narcisa Lecușanu
- Henriette Mikkelsen
- Lærke Møller
- Karin Mortensen
- Valerie Nicolas
- Anja Nielsen
- Tonje Nøstvold
- Katja Nyberg
- Linnea Torstenson
- Josephine Touray
- Trine Troelsen

## Trainer
Trainer ist seit 2024 Søren Hansen. Zuvor trainierten Lars Friis-Hansen (1998–2001), Christian Dalmose (2001–2003), Morten Fjeldstad (2004), Magnus Johansson (2004–2006), Ole Damgaard	(2006–2007), Kenneth Jensen	(2007–2011), Ryan Zinglersen (2011–2012), Helle Thomsen (2012–2016), Kristian Kristensen (2016–2019), Mathias Madsen (2019–2020) und Kasper Christensen (2020–2024) die Mannschaften.

## Erfolge

### Dänische Meisterschaft
- Sieger: 1998, 2011, 2013, 2015
- Zweiter: 1999, 2002, 2003, 2008, 2014, 2019
- Dritter: 1994, 1995, 2000, 2004

### Dänischer Pokal
- Sieger: 1991, 1998, 1999, 2001, 2012, 2014, 2015, 2019

### EHF Champions League
- Halbfinale: 2003
- Viertelfinale: 1999, 2005

### Europapokal der Pokalsieger
- Sieger: 2004, 2015
- Halbfinale: 2000

### EHF European League/EHF-Pokal
- Sieger: 2002, 2011, 2023
- Finale: 2007, 2025

### City-Cup
- Sieger: 1998
- Finale: 1997
- Halbfinale: 1995

### Vereins-EM
- Sieger: 1998